# Deizm
Deizm – nurt religijno-filozoficzny, którego cechą wspólną jest przekonanie, że racjonalnie można uzasadnić istnienie jedynie Boga bezosobowego, będącego konstruktorem świata rozumianego jako mechanizm oraz źródłem praw, według których ten mechanizm świata działa. Tak rozumiany Bóg nie ingeruje w stworzony świat. Deizm nie jest zwartym systemem ani szkołą filozoficzną. Rozpowszechnił się głównie w Europie, a także w Ameryce Północnej.

## Istnienie i natura boga
Deiści twierdzą, iż o istnieniu stwórcy można wnioskować w sposób pośredni, fizykalno-teologiczny. Refleksja polega na odkrywaniu porządku świata w rozumieniu praw fizyki rządzących materią. Według deistów o istnieniu duchowej siły sprawczej świadczy racjonalny porządek świata materialnego. Bóg-Stwórca jest swego rodzaju konstruktorem przyrody, dla której ustanawia prawa i dalej już nie ingeruje w jej rozwój przyrodniczy, społeczny czy osobniczy.

## Negacja objawienia
Deiści nazywani niekiedy bywają agnostykami poznawczymi z uwagi na to, że wyznawali pogląd, iż bezpośrednie poznanie duchowej siły sprawczej nie jest dostępne dla człowieka. Immanuel Kant, który jest klasycznym przedstawicielem tego nurtu, zanegował w Krytyce czystego rozumu możliwość rozumowego wyjścia poza zjawiska fizyczne. W konsekwencji nie uznawał metafizyki za naukę. Dowodzenie istnienia Boga na drodze rozumowania przy pomocy pojęć metafizycznych było według niego nienaukowe. W miejsce metafizyki Kant upowszechniał wiedzę matematyczną i przyrodniczą.
Według D. Diderota, który inspirował się poglądami G. Bruno, deizm neguje całkowicie objawienie, inaczej niż teizm, który uznaje naturalne objawienie Boga w przyrodzie, nie zaś przez Pisma natchnione itp.
Również pojęcie Opatrzności Bożej nie mieści się w systemie deistycznym, gdyż zakłada on, że Stwórca, stworzywszy świat, pozostawił go samemu sobie. Z kolei inni twierdzą, że Bóg, znając wolę i modlitwy człowieka jeszcze niestworzonego, mógł dobrać cechy i determinizm świata, oraz aktywność Syna i Ducha Świętego już w momencie jego tworzenia.

## Deizm a chrześcijaństwo
Deizm wyrósł w epoce poreformacyjnej, kiedy spory między różnymi odłamami chrześcijaństwa dotyczyły m.in. osiągnięcia zbawienia i eschatologii. Deiści przyjmowali najczęściej, że zbawienie można zapewnić sobie przez prawe życie, zgodne z nakazami religii naturalnej. Niektórzy, należący do mniej radykalnej grupy, uznawali też w drugiej kolejności przydatność wychowawczą przykazań np. Dekalogu. Był to boczny nurt zwany deizmem chrześcijańskim. Główny nurt odrzucał jednak objawioną moralność, co doprowadziło do wypracowania autonomicznej etyki racjonalistycznej. Deizm zanegował twierdzenia chrześcijańskiej wiary o tym, że natura ludzka jest zraniona przez grzech, zepsuta. Odrzucił doktrynę o grzechu pierworodnym.
Religia deistów zawierała więc wiarę w Boga bezosobowego, rozumianego jako przyczynę metafizyczną świata, oraz cnoty moralne i nieśmiertelność. Dogmatom przeciwstawiono wolne rozumowanie i psychologię. Religia taka była wolna od duchowieństwa i wszelkich elementów, które uznano za mitologiczne, magiczne i spekulatywno-teologiczne. Odrzucono Kościół jako taki i Pismo Święte jako tekst natchniony. Zamiast tego inspirowano badanie historyczności tekstów biblijnych i rozległe racjonalistyczne interpretacje jej poszczególnych części. Niektórzy, jak D. Hume, twierdzili, że chrześcijaństwo, zanim powstał kanon Nowego Testamentu i Kościół, było religią naturalną.

### Krytyka z pozycji katolickich
Podejście deistyczne do badań nad Pismem Świętym na potrzeby Kościoła katolickiego spotyka się ze zdecydowaną krytyką biblistów katolickich i Magisterium Kościoła. Według Benedykta XVI badania historyczno-krytyczne promowane przez środowiska deistyczne mają wartość „niezaprzeczalną”, jednak nie wystarczą, by właściwie (z punktu widzenia katolicyzmu) odczytać przesłanie Biblii. Inaczej Biblia staje się jedynie „tekstem z przeszłości”, egzegeza zamienia się w historię literatury, tracąc wymiar teologiczny. Postawa, która usuwa teologiczne podejście z badań biblijnych, tym samym przyjmuje hermeneutykę laicką, dla której „element Boski nie istnieje”. Gdy Biblia mówi o rzeczywistości duchowej, cudach i nadprzyrodzonych wydarzeniach, według takiej postawy interpretacyjnej trzeba je wyjaśnić w inny sposób i sprowadzić do elementu czysto ludzkiego. Przeciwstawianie badań historycznych refleksji teologicznej zamiast harmonizowania tych dwóch rodzajów interpretacji Biblii według Benedykta XVI ma destruktywne oddziaływanie na życie Kościoła:

Takie stanowisko może jedynie szkodzić życiu Kościoła, sieje bowiem zwątpienie co do podstawowych tajemnic chrześcijaństwa i ich wartości historycznej, na przykład takich jak ustanowienie Eucharystii i zmartwychwstanie Chrystusa.

## Przedstawiciele deizmu
Pewną formę deizmu reprezentowali w judaizmie saduceusze, którzy nie wierzyli w istnienie świata duchowego poza samym Bogiem (Dzieje Apostolskie 23:8) oraz w zmartwychwstanie (Mateusza 22:23), odrzucając prawdopodobnie tym samym wiarę w Sąd Ostateczny i życie pozagrobowe.
Elementów deizmu można także doszukiwać się w różnych szkołach filozoficznych starożytnej Grecji. Za najstarszą filozoficzną szkołę, która wyznawała deizm, trzeba uznać epikurejczyków, którzy uznawali, iż bogowie istnieją, lecz nie są zainteresowani losem świata ani człowieka i nie ingerują w dzieje świata. Według nich nie ma potrzeby bać się gniewu bogów ani oddawać im czci.
Jednak zasadniczy nurt deizmu powiązany jest z XVIII-wieczną Europą. Jednym z pierwszych teoretyków deizmu był irlandzki wolnomyśliciel John Toland (zm. 1722). Do nurtu tego zaliczyć można także: J. Locke’a, D. Hume’a, Voltaire’a, D. Diderota oraz M. Robespierre’a.
Wpływ deizmu można dostrzec także u takich myślicieli, jak: J.J. Rousseau, I. Kant, G. Lessing, B. Franklin, G. Washington, D.F. Strauss, F.Ch. Baur, jak również St. Staszic i Jan Śniadecki.
Charakter deistyczny ma Wielki Architekt Wszechświata, wiarę w którego deklarują członkowie anglosaskiej loży masońskiej. Masoneria była jedną z grup, które kształtowały oblicze Europy oświeceniowej.
Pod koniec swojego życia do grona deistów dołączył filozof Anthony Flew.
Zdeklarowanym deistą był Tadeusz Kościuszko.
Deistą jest polityk i filozof Janusz Korwin-Mikke.